# Komatsu Forest
Komatsu Forest AB är ett svenskt verkstadsindustriföretag som tillverkar skogsmaskiner och redskap. Företaget är en av världens största tillverkare av skogsmaskiner och ingår sedan 2004 i den japanska multinationella koncernen Komatsu. Huvudkontoret är förlagt till Umeå i Västerbottens län, där även tillverkningen av hjulgående skördare, skotare och skördaraggregat finns. I Chattanooga, Tennessee i USA finns tillverkning av bandgående skördare och fällare-läggare.
Komatsu Forest har dotterbolag i Europa, Nordamerika, Sydamerika, Asien och Oceanien.

## Historia

### 1900-talet
Komatsu Forest grundades år 1961 under namnet Umeå Mekaniska. På 1970-talet tog företaget ett steg in till skogsbruksindustrin när man lanserade två enkelstammaskiner med kedjedriven såg under namnen Skruven och Tviggen. Maskinerna blev en succé på marknaden vilket ledde till att Volvo BM förvärvade Umeå Mekaniska. 1984 lanserade Umeå Mekaniska världens första specialkonstruerade engreppsskördare, och tack vare företagets framsteg köptes det upp av finska Valmet 1986. Umeå Mekaniska bytte då även namn och gick då endast under namnet Valmet, men 1989 fick företaget namnet Valmet Logging. På grund av omstruktureringar inom Valmet år 1994 ändrades namnet på företaget återigen, nu till Sisu Logging.
Företaget expanderade stort under 1990-talet. Nya marknader blev bland annat Nordamerika, Australien och Sydamerika. Under 1990-talet lanserades även ett skördaraggregat som var speciellt utvecklat för den sydamerikanska marknaden. 
1998 köptes Sisu Logging upp av den privatägda industrikoncernen Partek, och samtidigt bytte företaget namn till Partek Forest.

### 2000-talet
År 2000 inleddes ett informellt samarbete mellan japanska Komatsu och Partek Forest, vilket ledde till att Komatsu köpte upp företaget 2004. Samma år bytte företaget namn till Komatsu Forest.
2011 bytte alla maskiner namn till Komatsu, efter att under 25 års tid sålts under namnet Valmet. Maskinerna behöll dock sin klassiska röda färg.
2018 köpte Komatsu Forest svenska Oryx Simulations, som tillverkar simulatorsystem för virtuell förarträning med maskiner och tunga fordon.
2020 påbörjades arbetet med Komatsu Forests nya fabrik i industriområdet Klockarbäcken i Umeå. I nuläget har företaget sin verksamhet utspridd på flera platser i Umeå, men företagets avsikt är att koncentrera sin verksamhet i den nya fabriken.

## Galleri

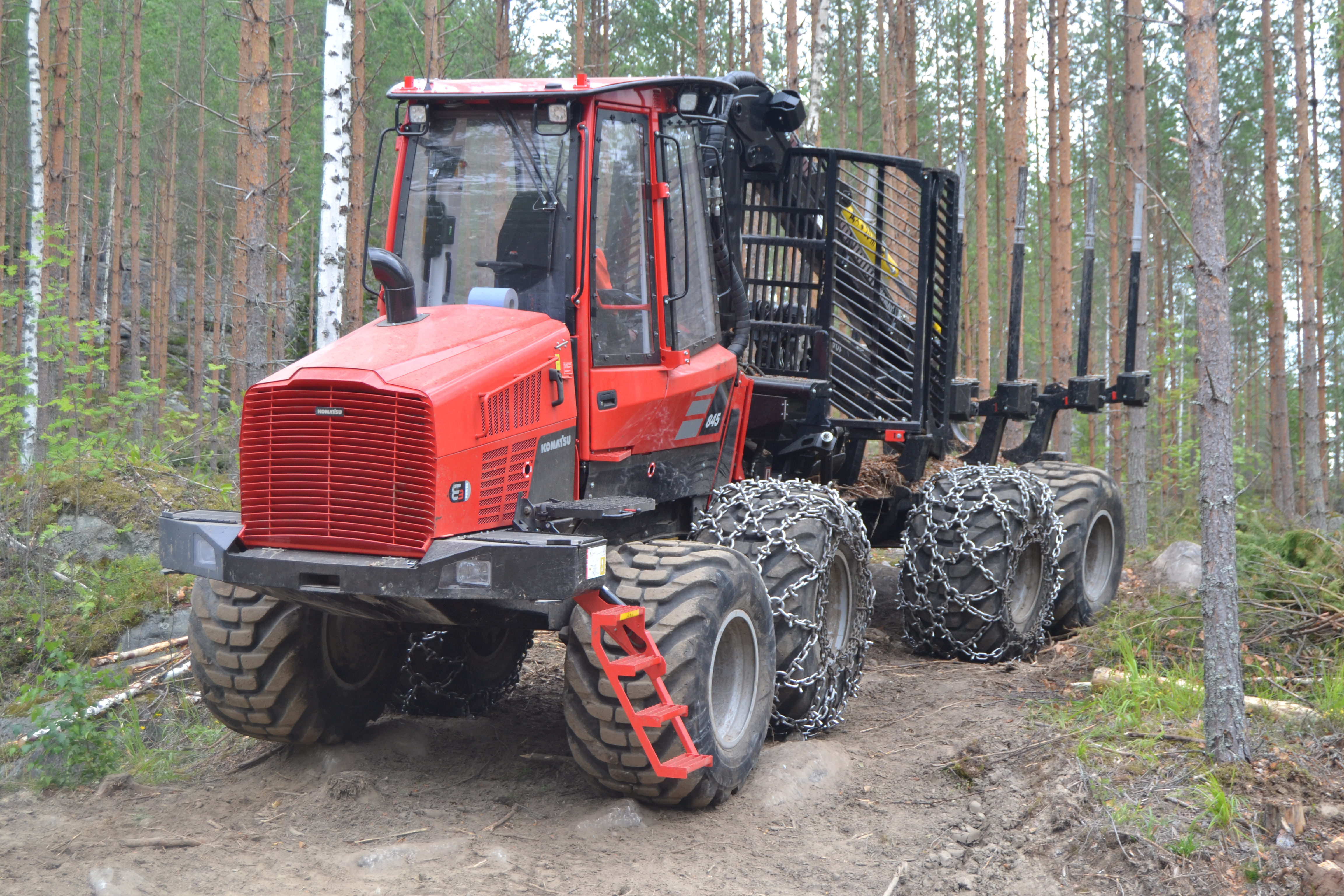
Komatsu 845 skotare.
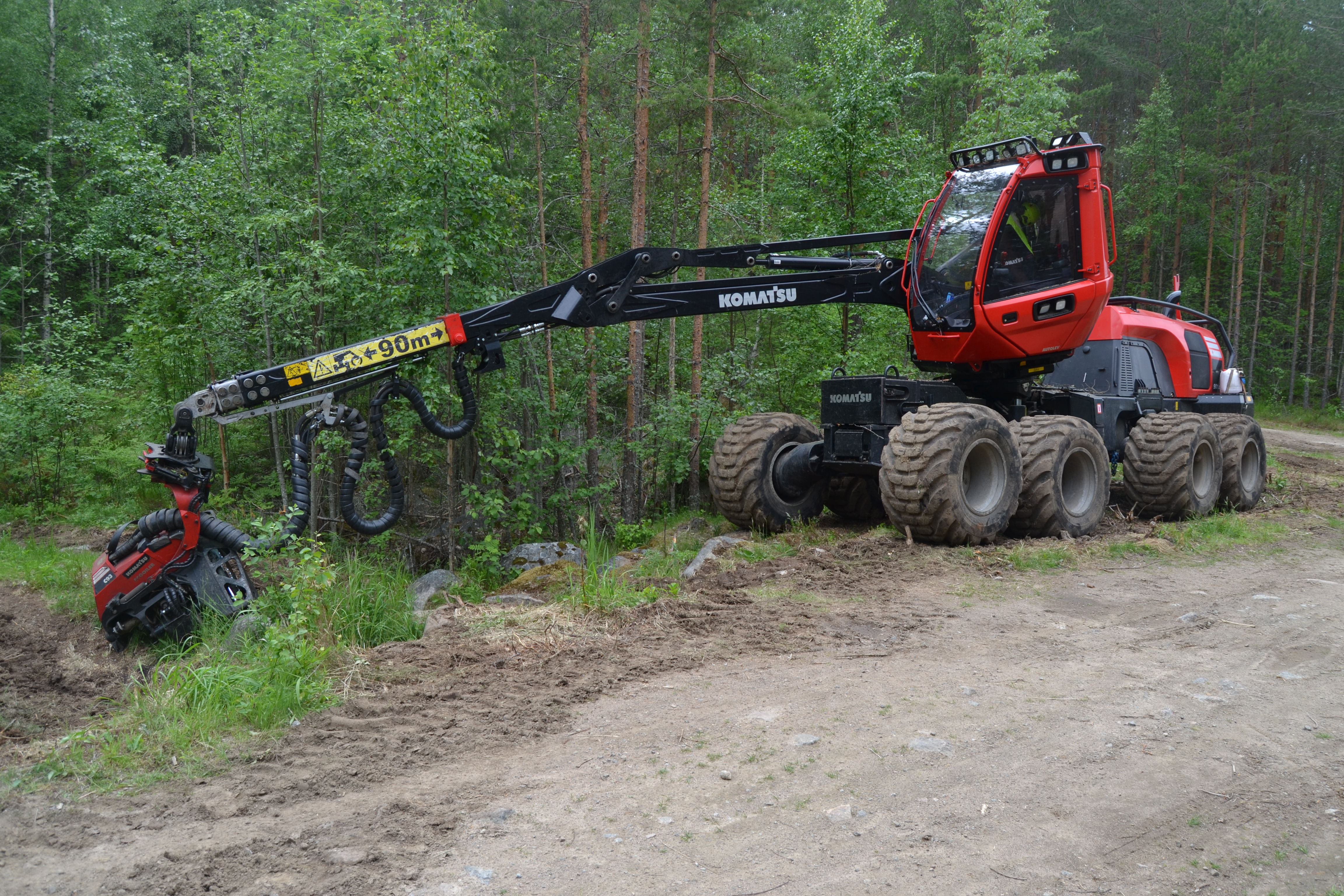
Komatsu 901XC skördare.
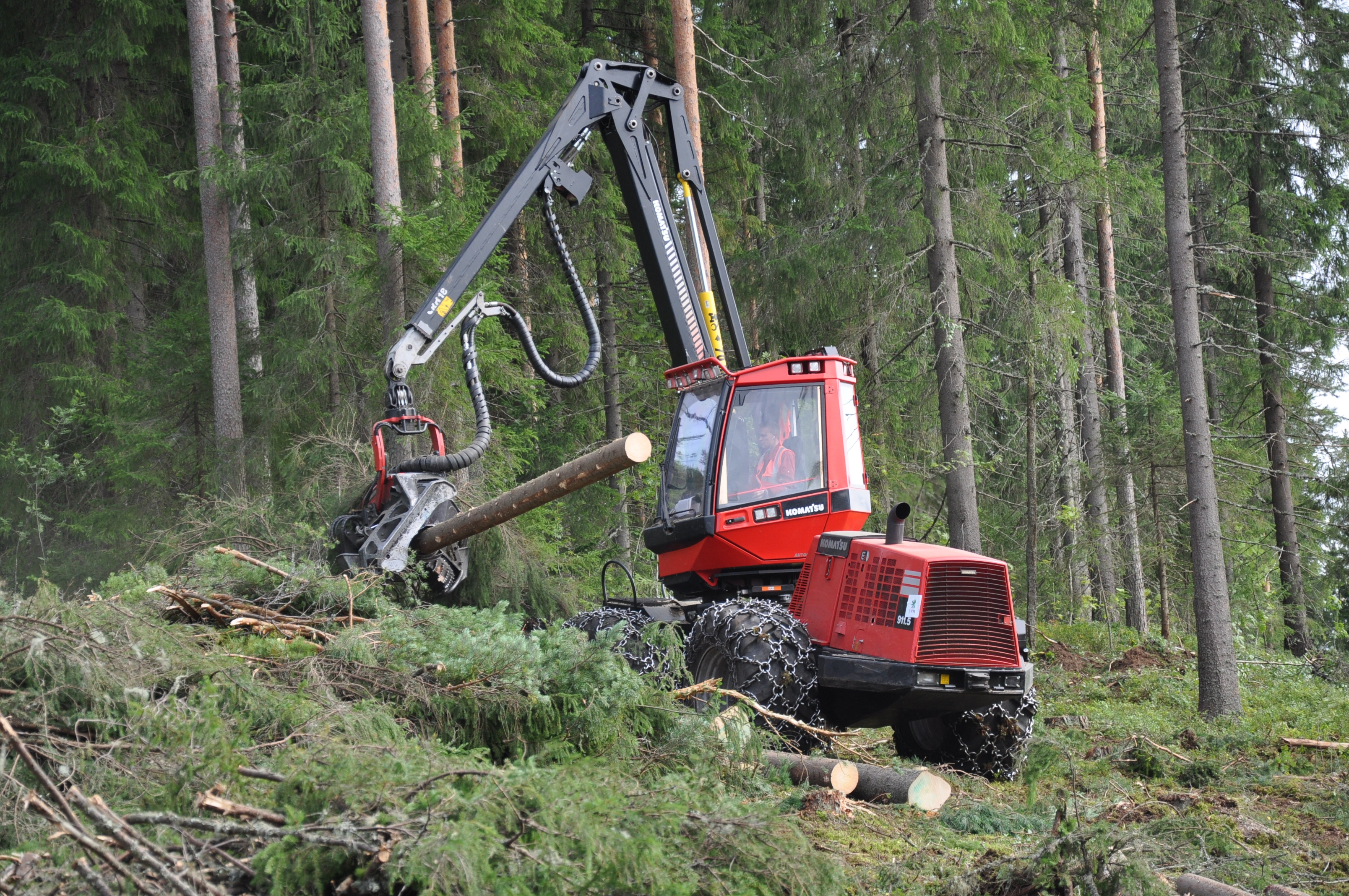
Komatsu 911.5 skördare.
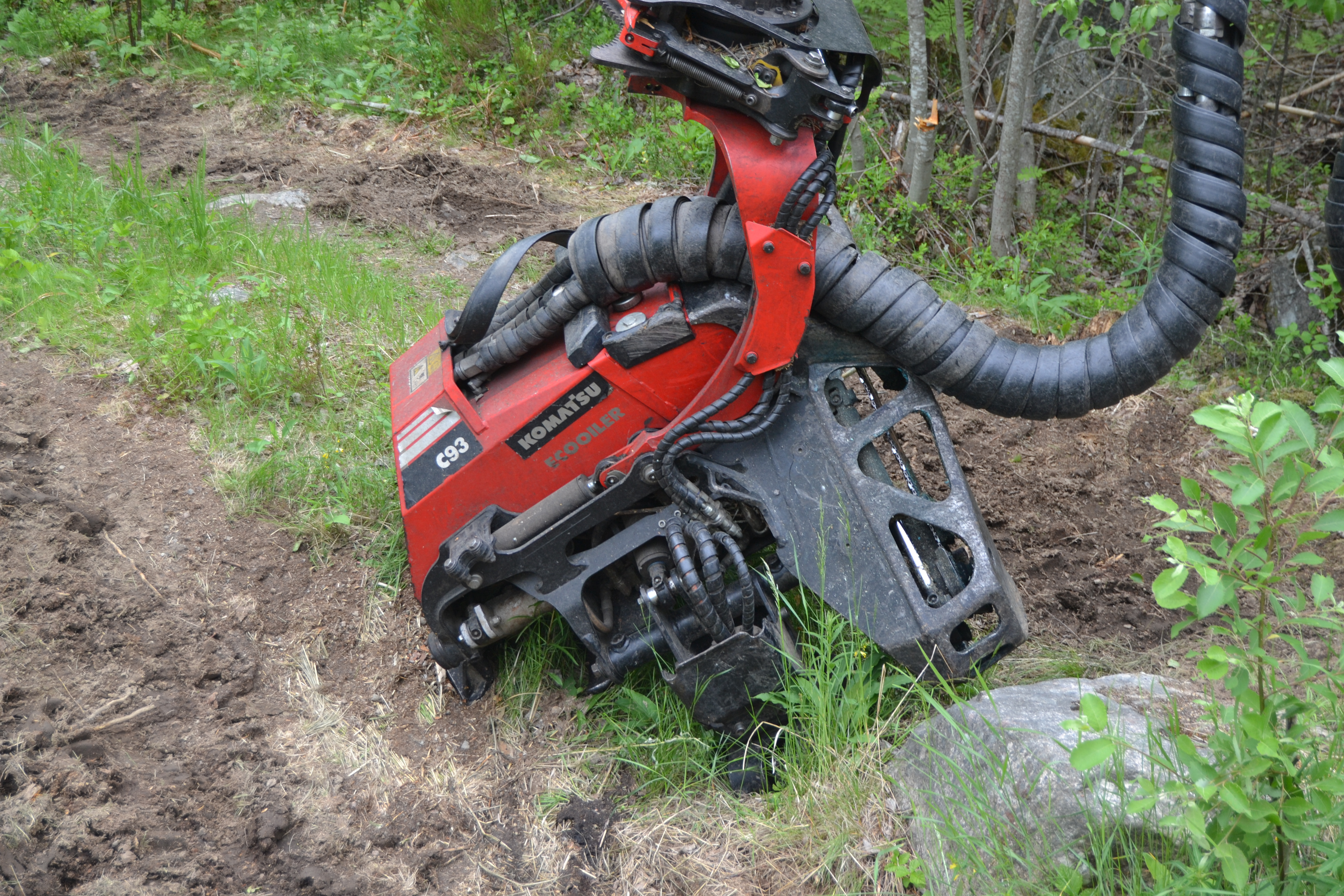
Komatsu C93 skördaraggregat.